# You Keep Me Hangin' On
Singles de The Supremes
You Can't Hurry Love
(1966) Love Is Here and Now You're Gone (en)
(1967)
You Keep Me Hangin' On est une chanson écrite et composée par le trio d'auteurs-compositeurs Holland-Dozier-Holland. La chanson fut enregistrée en 1966 par le groupe The Supremes pour la Motown. C'est leur huitième single à s'être classé premier du Billboard Hot 100, le 19 novembre 1966.

## Reprises
La chanson a été reprise par de nombreux artistes tels que Wilson Pickett, The Box Tops, Jackie DeShannon, Ken Boothe, Rod Stewart, The Rods, Vanilla Fudge, Tim Buckley ou même en France par Claude François et Sylvie Vartan. 
Les reprises qui connurent le plus de succès sont celles de Reba McEntire, dans le classement Hot Dance Club Songs qui se plaça à la seconde place le 6 juillet 1996 et la version de Kim Wilde, qui réussit à se classer à la première position au Billboard Hot 100 le 6 juin 1987.
On peut également entendre la chanson dans les films War Dogs (2016) et Once Upon a Time in Hollywood (2019).
Singles de Kim Wilde
Schoolgirl
(1986) Say You Really Want Me
(1986)

## Classements

### Version de Kim Wilde
| Classement (1986-87)                   | Meilleure position |
| -------------------------------------- | ------------------ |
| Royaume-Uni (UK Singles Chart)         | 2                  |
| États-Unis (Hot 100)                   | 1                  |
| États-Unis (Adult Contemporary)        | 30                 |
| Canada (RPM Singles Chart)             | 1                  |
| Australie (Kent Music Report)          | 1                  |
| Nouvelle-Zélande (RMNZ)                | 12                 |
| France (SNEP)                          | 19                 |
| Suisse (Schweizer Hitparade)           | 2                  |
| Belgique (Flandre Ultratop 50 Singles) | 16                 |
| Norvège (VG-lista)                     | 1                  |
| Autriche (Ö3 Austria Top 40)           | 20                 |
| Allemagne (Media Control AG)           | 8                  |
| Pays-Bas (Single Top 100)              | 17                 |